# Eunidia subbifasciata
Eunidia subbifasciata là một loài bọ cánh cứng trong họ Cerambycidae.